# Unió de la Llibertat
La Unió de la Llibertat (en polonès: Unia Wolności, UW) fou un partit polític liberal de Polònia. Va ser fundat el 14 d'abril de 1994. La major part dels seus membres havia estat membres de la Unió Democràtica (Unia Demokratyczna) i del Congrés Liberal Democràtic (Kongres Liberalno-Demokratyczny). El partit era dirigit per Tadeusz Mazowiecki (UD) i Donald Tusk (Congrés Liberal Democràtic).
A les eleccions parlamentàries poloneses de 1997 va obtenir el 13,4% i 60 escons, i formà part d'un govern de coalició amb Solidaritat-Aliança Democràtica de la Dreta (Akcja Wyborcza Solidarność) que va governar Polònia entre 1997 i 2000. El president de la Unió de la Llibertat va ser Leszek Balcerowicz. A les eleccions parlamentàries poloneses de 2001 va patir l'escissió Plataforma Cívica i no va assolir el 5% de vots necessaris per a assumir representació a l'Assemblea Nacional Polonesa.
El 2005 el partit va canviar el seu nom pel de Partit Democràtic (Partia Demokratyczna). El president del Partit Democràtic és Janusz Onyszkiewicz i a les eleccions parlamentàries poloneses de 2007 cap escó.

## Resultats electorals

### Sejm
| Any  | Vots      | %         | Escons   | +/– | Govern             |
| ---- | --------- | --------- | -------- | --- | ------------------ |
| 1997 | 1,749,518 | 13.4 (#3) | 60 / 460 | Nou | Coalició (1997–00) |
| 1997 | 1,749,518 | 13.4 (#3) | 60 / 460 | Nou | Oposició (2000–01) |
| 2001 | 404,074   | 3.1 (#9)  | 0 / 460  | 60  | Extraparlamentari  |

### Senat
| Any  | Vots            | %               | Escons  | +/– |
| ---- | --------------- | --------------- | ------- | --- |
| 1997 | 2,943,527       | 11.35           | 8 / 100 | Nou |
| 2001 | Dins Senat 2001 | Dins Senat 2001 | 5 / 100 | 3   |

### Presidencials
| Any  | Candidat    | 1a volta  | 1a volta | 2a volta             | 2a volta             | Resultat |
| Any  | Candidat    | Vots      | %        | Vots                 | %                    | Resultat |
| ---- | ----------- | --------- | -------- | -------------------- | -------------------- | -------- |
| 1995 | Jacek Kuroń | 1,646,946 | 9.2 (#3) | Suport a Lech Wałęsa | Suport a Lech Wałęsa | Derrota  |

### Assemblees regionals
| Any  | %         | Escons   | +/– |
| ---- | --------- | -------- | --- |
| 1998 | 10.3 (#4) | 76 / 855 | Nou |
| 2002 | 2.3 (#7)  | 3 / 561  | 73  |

### Parlament Europeu
| Any  | Vots    | %        | Escons | +/– |
| ---- | ------- | -------- | ------ | --- |
| 2004 | 446,549 | 7.3 (#6) | 4 / 54 | Nou |